# Ami-Bernard Zillweger
 (décembre 2011).
Si vous disposez d'ouvrages ou d'articles de référence ou si vous connaissez des sites web de qualité traitant du thème abordé ici, merci de compléter l'article en donnant les références utiles à sa vérifiabilité et en les liant à la section « Notes et références ».
Ami-Bernard Zillweger, né à Fribourg le 11 janvier 1942, est un artiste peintre suisse.

## Biographie
Après des études en Suisse et aux Pays-Bas, il s’installe à Zutphen en 1971. Il est actif dans de nombreux domaines : dessins au fusain, lithographies, aquarelles, peintures et sculptures.

## Source
- « Ami-Bernard Zillweger », sur SIKART Dictionnaire sur l'art en Suisse.